# ميخائيل جاكسون (منتج تلفزيوني)
ميخائيل جاكسون (بالإنجليزية: Michael Jackson)‏ هو منتج تلفزيوني بريطاني، ولد في 11 فبراير 1958 في ماكليسفيلد في المملكة المتحدة.

## وصلات خارجية
- ميخائيل جاكسون على موقع IMDb (الإنجليزية)
- ميخائيل جاكسون على موقع قاعدة بيانات الفيلم (الإنجليزية)